# ديفيد ن. وايس
ديفيد ن. وايس (بالإنجليزية: David N. Weiss)‏ هو محاضر وكاتب وكاتب سيناريو أمريكي، ولد في 1960.

## وصلات خارجية
- ديفيد ن. وايس على موقع IMDb (الإنجليزية)
- ديفيد ن. وايس على موقع ألو سيني (الفرنسية)
- ديفيد ن. وايس على موقع أول موفي (الإنجليزية)
- ديفيد ن. وايس على موقع قاعدة بيانات الأفلام السويدية (السويدية)
- ديفيد ن. وايس على موقع قاعدة بيانات الفيلم (الإنجليزية)
- ديفيد ن. وايس على موقع كينوبويسك (الروسية)